# Vagner Gonçalves Nogueira de Souza
Vagner Gonçalves Nogueira de Souza, meglio noto come Vagner Gonçalves (Porto Alegre, 27 aprile 1996), è un calciatore brasiliano, attaccante del P'yownik.

## Carriera
Vagner Gonçalves ha iniziato la carriera in Francia nelle giovanili del Bastia, con il quale ha esordito con la seconda squadra il 7 settembre 2014, in occasione dell'incontro del Championnat de France amateur 2 perso in casa per 1-2 con il Gonfreville. Il 24 agosto 2015 trova la sua prima rete della carriera, nella sconfitta in casa per 1-2 con il Furiani-Agliani. Nella stagione 2014-2015, viene convocato per la prima volta in prima squadra, per la partita di Ligue 1 contro il Lens, dove rimane in panchina.
Nell'agosto del 2016, viene reso noto il suo trasferimento al Saburtalo Tbilisi. Il 27 agosto 2016 esordisce nella massima serie georgiana, nella sconfitta in trasferta per 1-0 con il K'olkheti-1913 Poti. Trova la sua prima rete il 29 ottobre successivo, nella vittoria in casa per 6-1 sempre con il Kolkheti Poti. Chiude la stagione con 12 partite e 2 gol in campionato (più una presenza nella coppa nazionale). Nella stagione 2017, gioca 15 partite e segna 4 gol (più una presenza e un gol nella coppa nazionale).
Nell'agosto del 2017, viene ceduto in prestito al Cercle Bruges, club militante nella seconda divisione belga. Qui non trova spazio, giocando solo una partita in campionato. Nel gennaio del 2018, viene richiamato dal prestito.
Ritornato dal prestito, gioca 32 partite e segna 11 gol, aiutando la sua squadra a vincere il campionato. Nella stagione successiva, gioca 10 partite e segna un gol e, pur non scendendo mai in campo, vince la coppa nazionale. Il 10 luglio 2019, esordisce nei turni preliminari di Champions League, nella vittoria in trasferta per 0-3 sul campo dei moldavi dello Sheriff Tiraspol.
Nel gennaio del 2020 si trasferisce alla Dinamo Batumi, altro club della massima serie georgiana, con la quale gioca 14 partite e segna un gol in campionato (più una presenza nella coppa nazionale e una turni preliminari di Europa League).
Nel gennaio del 2021 firma un contratto con il Dnipro-1. Il 14 febbraio successivo esordisce nella massima serie ucraina, nella vittoria in casa per 2-0 con l'Inhulec'. Il 2 aprile successivo, trova la sua prima rete con i gialloneri, nella vittoria in casa per 5-1 sul L'viv. Chiude la stagione con 3 presenze e un gol in campionato (più una presenza in coppa).
Nel luglio del 2021 viene ceduto in prestito al Kryvbas Kryvyj Rih, formazione impegnata nella seconda divisione ucraina.

## Statistiche

### Presenze e reti nei club
Statistiche aggiornate all'8 settembre 2021.
| Stagione                 | Squadra                  | Campionato               | Campionato | Campionato | Coppe nazionali | Coppe nazionali | Coppe nazionali | Coppe continentali | Coppe continentali | Coppe continentali | Altre coppe | Altre coppe | Altre coppe | Totale | Totale |
| Stagione                 | Squadra                  | Comp                     | Pres       | Reti       | Comp            | Pres            | Reti            | Comp               | Pres               | Reti               | Comp        | Pres        | Reti        | Pres   | Reti   |
| ------------------------ | ------------------------ | ------------------------ | ---------- | ---------- | --------------- | --------------- | --------------- | ------------------ | ------------------ | ------------------ | ----------- | ----------- | ----------- | ------ | ------ |
| 2014-2015                | Bastia 2                 | CFA2                     | 7          | 2          |                 | -               | -               |                    | -                  | -                  |             | -           | -           | 7      | 2      |
| 2015-2016                | Bastia 2                 | CFA2                     | 23         | 6          |                 | -               | -               |                    | -                  | -                  |             | -           | -           | 23     | 6      |
| Totale Bastia 2          | Totale Bastia 2          | Totale Bastia 2          | 30         | 8          |                 | -               | -               |                    | -                  | -                  |             | -           | -           | 30     | 8      |
| 2016                     | Saburtalo Tbilisi        | UL                       | 12         | 2          | CG              | 1               | 0               |                    | -                  | -                  |             | -           | -           | 13     | 2      |
| 2017                     | Saburtalo Tbilisi        | EL                       | 15         | 4          | CG              | 1               | 1               |                    | -                  | -                  |             | -           | -           | 16     | 5      |
| Totale Saburtalo Tbilisi | Totale Saburtalo Tbilisi | Totale Saburtalo Tbilisi | 27         | 6          |                 | 2               | 1               |                    | -                  | -                  |             | -           | -           | 29     | 7      |
| 2017-gen. 2018           | Cercle Bruges            | D2                       | 1          | 0          | CB              | 0               | 0               |                    | -                  | -                  |             | -           | -           | 1      | 0      |
| 2018                     | Saburtalo Tbilisi        | EL                       | 32         | 11         | CG              | 0               | 0               |                    | -                  | -                  |             | -           | -           | 32     | 11     |
| 2019                     | Saburtalo Tbilisi        | EL                       | 14         | 1          | CG              | 0               | 0               | UCL+UEL            | 3+0                | 0                  | SG          | 1           | 0           | 18     | 1      |
| Totale Saburtalo Tbilisi | Totale Saburtalo Tbilisi | Totale Saburtalo Tbilisi | 46         | 12         |                 | 0               | 0               |                    | 3                  | 0                  |             | 1           | 0           | 50     | 12     |
| 2020                     | Dinamo Batumi            | EL                       | 14         | 1          | CG              | 1               | 0               | UEL                | 1                  | 0                  |             | -           | -           | 16     | 1      |
| gen.-giu. 2021           | Dnipro-1                 | PL                       | 3          | 1          | CU              | 1               | 0               |                    | -                  | -                  |             | -           | -           | 4      | 1      |
| 2021-2022                | Kryvbas Kryvyj Rih       | 1L                       | 2          | 0          | CU              | 1               | 0               |                    | -                  | -                  | -           | -           | -           | 3      | 0      |
| Totale carriera          | Totale carriera          | Totale carriera          | 119        | 28         |                 | 5               | 1               |                    | 4                  | 0                  |             | 1           | 0           | 129    | 29     |

## Palmarès

### Club

#### Competizioni nazionali
- Campionato georgiano: 1

Saburtalo Tbilisi: 2018
- Coppa di Georgia: 1

Saburtalo Tbilisi: 2019
- Campionato armeno: 1

P'yownik: 2023-2024